# چهره آرزو
چهره آرزو (به تامیلی: Aasai Mugam) یا صورت آرزو (به انگلیسی: Face of Desire) فیلمی هندی محصول سال ۱۹۶۵ و به کارگردانی پی.پولیاه است. در این فیلم بازیگرانی همچون ماروتور راماچاندران، بی.ساروجا دوی، ام.ان.نامبیار و ناگش ایفای نقش کرده‌اند.